# Grigorij Lamsdorf
Grigorij Pawłowicz Lamsdorf, ros. Григорий Павлович Ламсдорф (ur. 1910 w Sankt Petersburgu, zm. w 2004) – emigracyjny pisarz, dowódca Batalionu Gwardyjskiego ROA, a następnie szef sztabu 714 Pułku 599 Brygady Grenadierów podczas II wojny światowej.
Był bałtyckim Niemcem. Pochodził z rodu grafów. Po wybuchu rewolucji bolszewickiej w październiku 1917 r., jego rodzina przeniosła się do Kisłowodska, a następnie wyjechała z Rosji. Grigorij P. Lamsdorf mieszkał w Turcji, Jugosławii i Francji. Zdobył wykształcenie techniczne. Zajmował się pisarstwem. Po wybuchu wojny domowej w Hiszpanii w 1936 r., wstąpił ochotniczo do armii gen. Francisco Franco. Awansował do stopnia podporucznika. Został odznaczony kilkoma hiszpańskimi medalami wojskowymi. Po zakończeniu wojny na pocz. 1939 r., powrócił do Paryża.
Podczas początkowego okresu okupacji niemieckiej Francji był członkiem ruchu oporu. Po ataku Niemiec na ZSRR 22 czerwca 1941 r., wstąpił ochotniczo do Wehrmachtu. Służył jako tłumacz w sztabie dowodzącego wojskami tyłowymi Grupy Armii Środek. We wrześniu 1942 r. został odkomenderowany do wsi Osintorf koło Orszy, gdzie wziął udział w formowaniu Rosyjskiej Narodowej Armii Ludowej (RNNA). Wiosną 1943 r. w rejonie Pskowa uczestniczył w tworzeniu Brygady Gwardyjskiej ROA. Do lata 1943 r. udało się sformować jedynie batalion strzelecki, kompanię gospodarczą, zapasową kompanię oficerską i oddział propagandowy, liczące ok. 650 ludzi. Grigorij P. Lamsdorf w stopniu kapitana w sierpniu został ich dowódcą. W listopadzie, po ucieczce do partyzantów ok. 150 żołnierzy, oddział został rozwiązany. Grigorij P. Lamsdorf powrócił do Berlina. Na pocz. marca 1945 r. w stopniu majora objął funkcję szefa sztabu 714 Pułku 599 Brygady Piechoty, stacjonującej w okupowanej Danii. Po zakończeniu wojny zamieszkał w Hiszpanii.